# Луко
Луко је насељено мјесто у Босни и Херцеговини у општини Коњиц у Херцеговачко-неретванском кантону које административно припада Федерацији Босне и Херцеговине. Према прелиминарним подацима пописа становништва 2013. године, насеље је имало свега 4 становника.

## Становништво
По последњем службеном попису становништва из 1991. године, насеље Луко је имало 22 становника. Сви становници су били Муслимани. Босански муслимани се данас углавном изјашњавају као Бошњаци. Према попису из 2013. године насеље је имало 13 становника.

### Кретање броја становника по пописима
| година пописа  | 1971. | 1981. | 1991. | 2013. |
| бр. становника | 95    | 70    | 22    | 4     |